# بیتریس تینزلی
بیتریس تینزلی (انگلیسی: Beatrice Tinsley؛ ۲۷ ژانویهٔ ۱۹۴۱ – ۲۳ مارس ۱۹۸۱) یک دانشمند در زمینه اخترشناسی اهل نیوزیلند بود.
تینزلی مدرک کارشناسی ارشد خود را در دانشگاه کانتربری در سال 1962 به پایان رساند.